# Лейхт, Оскар
О́скар Ле́йхт (исп. Óscar Andrés Leicht Zanelli; 2 июля 1938, Нуэва-Эльвесия, департамент Колония — 28 декабря 2015, Монтевидео) — уругвайский футболист, выступавший на позиции левого вингера. Наиболее известен благодаря выступлениям за «Пеньяроль» во второй половине 1950-х годов.

## Биография
Оскар Лейхт Родился в Нуэва-Эльвесии, в департаменте Колония, в 1939 году. В 16 лет он стал лучшим бомбардиром в прибрежном регионе и в 1955 году отправился в молодёжную академию «Пеньяроля». Буквально через несколько недель из-за травм лидеров команды он дебютировал за основу в товарищеском матче в Лиме.
Однако в первые годы Лейхт нечасто привлекался в основу. В 1958 году тренером команды стал Уго Баньюло, взявший курс на обновление команды. Он привлёк в основной состав и 19-летнего левого вингера Лейхта. К тому моменту «ауринегрос» не могли три года подряд стать чемпионами страны. Обновление пошло на пользу команде, и «Пеньяроль» прервал гегемонию «Насьоналя», начав свою первую в историю «чемпионскую пятилетку». Лейхт стал одной из ключевых фигур в завоевании титула.
Также Лейхт помог команде выиграть и следующие два чемпионата Уругвая. В 1960 году победил с «карбонерос» в первом розыгрыше Кубка Либертадорес. Лейхт провёл три матча в турнире — вышел на замену в ответной игре с боливийским «Хорхе Вильстерманном», а также дважды выходил в стартовом составе в полуфинальных играх с аргентинским «Сан-Лоренсо де Альмагро». «Пеньяроль» вышел в финал и, обыграв парагвайскую «Олимпию», стал победителем турнира.
В 1961 году Лейхт покинул «Пеньяроль» из-за того, что не желал оставаться быть игроком замены. Впоследствии он признавался, что был неправ в своём решении. Лейхт стал игроком столичного «Дефенсора». Однако в возрасте 26 лет Лейхта завершил карьеру футболиста из-за хронических травм.
Оскар Лейхт сыграл два матча за сборную Уругвая, оба — против сборной Аргентины в 1956 году. 10 октября в домашней игре за Кубок Ньютона уругвайцы уступили со счётом 1:2, а 14 ноября на стадионе «Боки Хуниорс» в Буэнос-Айресе сыграли вничью 2:2 в матче за Кубок Липтона.
После завершения карьеры футболиста занялся общественной деятельностью. Был членом Национальной партии. Во время президентства Луиса Лакалье занимал должность начальника полиции департамента Колония.
Оскар Лейхт умер 28 декабря 2015 года. У Оскара и его жены Аны Марии Бетарте было двое детей — Фернандо и Федерико.

## Титулы и достижения
- Чемпион Уругвая (3): 1958, 1959, 1960
- Обладатель Кубка Компетенсия (2): 1956, 1957
- Обладатель Кубка Чести (1): 1956
- Обладатель Кубка Либертадорес (1): 1960